# Cerkiew Zaśnięcia Matki Bożej w Kondopodze
Cerkiew Zaśnięcia Matki Bożej – prawosławna cerkiew w Kondopodze (Karelia), wzniesiona w XVIII w. i zniszczona przez pożar w 2018 r.

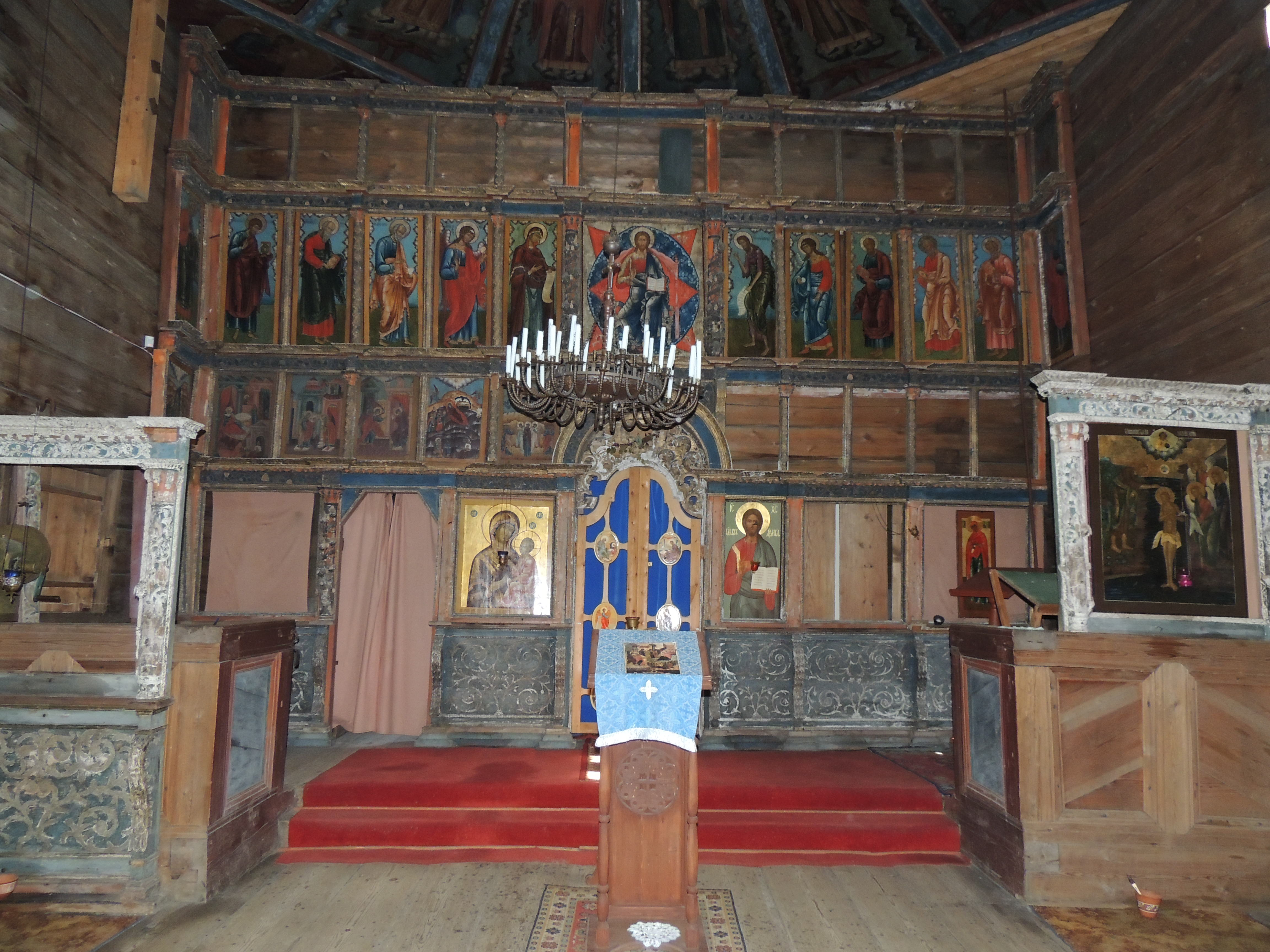
Ikonostas

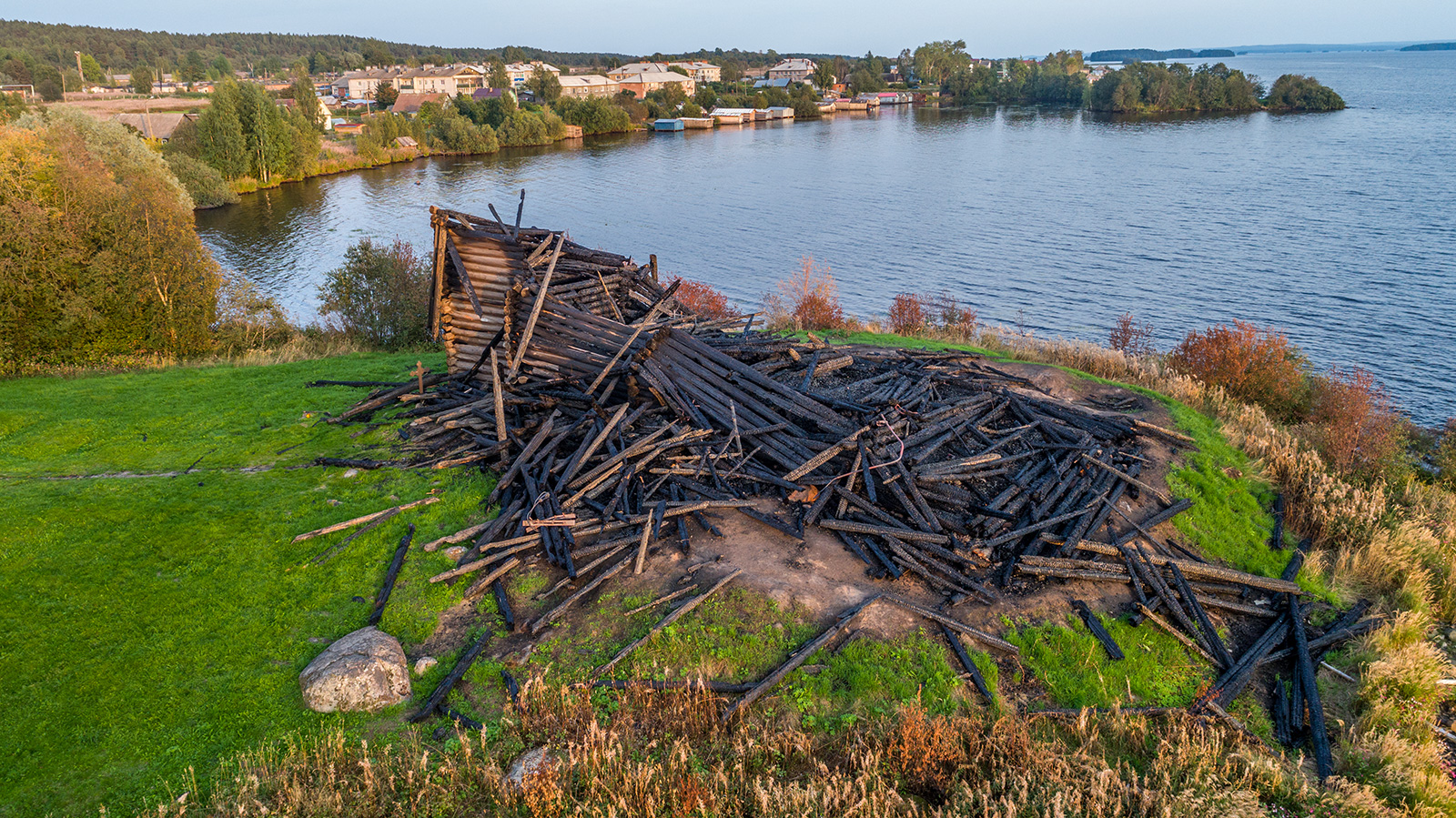
Pogorzelisko po cerkwi, sierpień 2018

Cerkiew w Kondopodze powstała na miejscu starszej drewnianej świątyni pod tym samym wezwaniem w latach 70. XVIII w. (według innego źródła dokładnie w 1774). Znajdowała się na półwyspie na jeziorze Onega.
Cerkiew wznosiła się na wysokość 42 metrów, z czego sam dach namiotowy (często spotykany w architekturze prawosławnych świątyń Karelii) osiągał 15. Wieża z dachem znajdowała się ponad nawą świątyni, do której przylegało znacznie niższe prezbiterium oraz przedsionek. Wejście do budynku prowadziło przez schody z krytym gankiem. Pierwotnie w sąsiedztwie świątyni znajdowała się drewniana dzwonnica, rozebrana w latach 1934–1935. W tym okresie cerkiew nie była już czynna: została zamknięta w 1929. W 1936 urządzono w niej klub, następnie była wykorzystywana przez miejscowy kołchoz. Na początku XXI w. była ponownie czynna.
W przedsionku cerkwi zachował się rząd ławek, co świadczy, iż był on wykorzystywany również do celów świeckich – spotkań mieszkańców wsi. Dach świątyni pokrywały malowidła z wizją niebios: Chrystusa jako najwyższego kapłana w otoczeniu aniołów. W trzyrzędowym ikonostasie kolumny między ikonami pokrywała dekoracja rzeźbiarska z motywem liści winnego krzewu.
Architektura cerkwi w Kondopodzie była unikatem na skalę ogólnorosyjską: w kraju tym nie istniała druga świątynia o podobnym wyglądzie. W 2018 r. świątynia została zniszczona przez pożar. Planowana jest jej odbudowa.